# 370 a.C.

## Eventos
- Retomadas as eleições em Roma, depois de cinco anos de veto, foram eleitos tribunos consulares Aulo Mânlio Capitolino, pela quarta vez, Sérvio Sulpício Pretextato, pela segunda ou terceira vez, Caio Valério Potito, Lúcio Fúrio Medulino Fuso, pela segunda vez, Sérvio Cornélio Maluginense, pela quinta ou sexta vez, e Públio Valério Potito Publícola, pela quinta vez.

## Mortes
- Demócrito de Abdera, o último grande filósofo da natureza.